# Palácio de São Bento

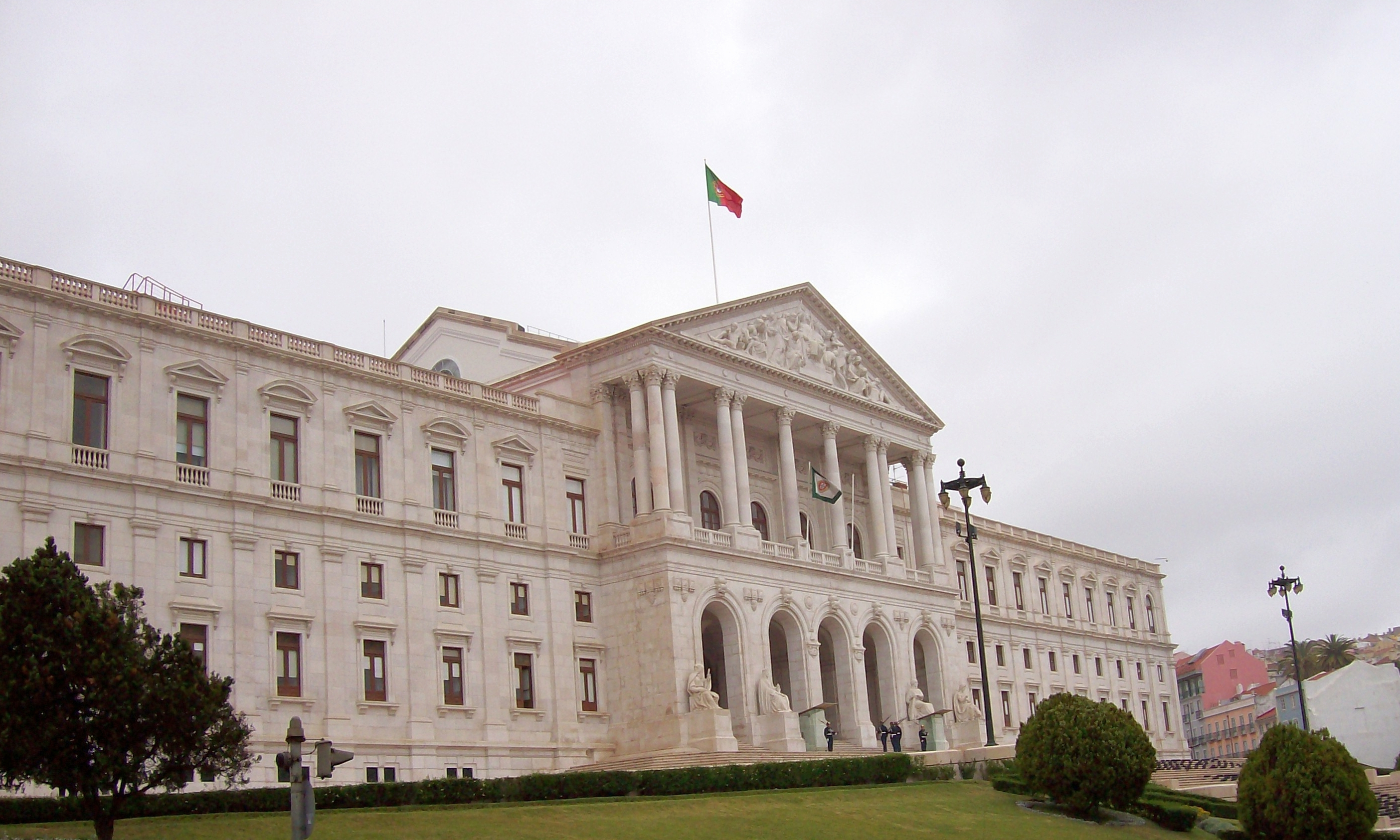
Palácio de São Bento

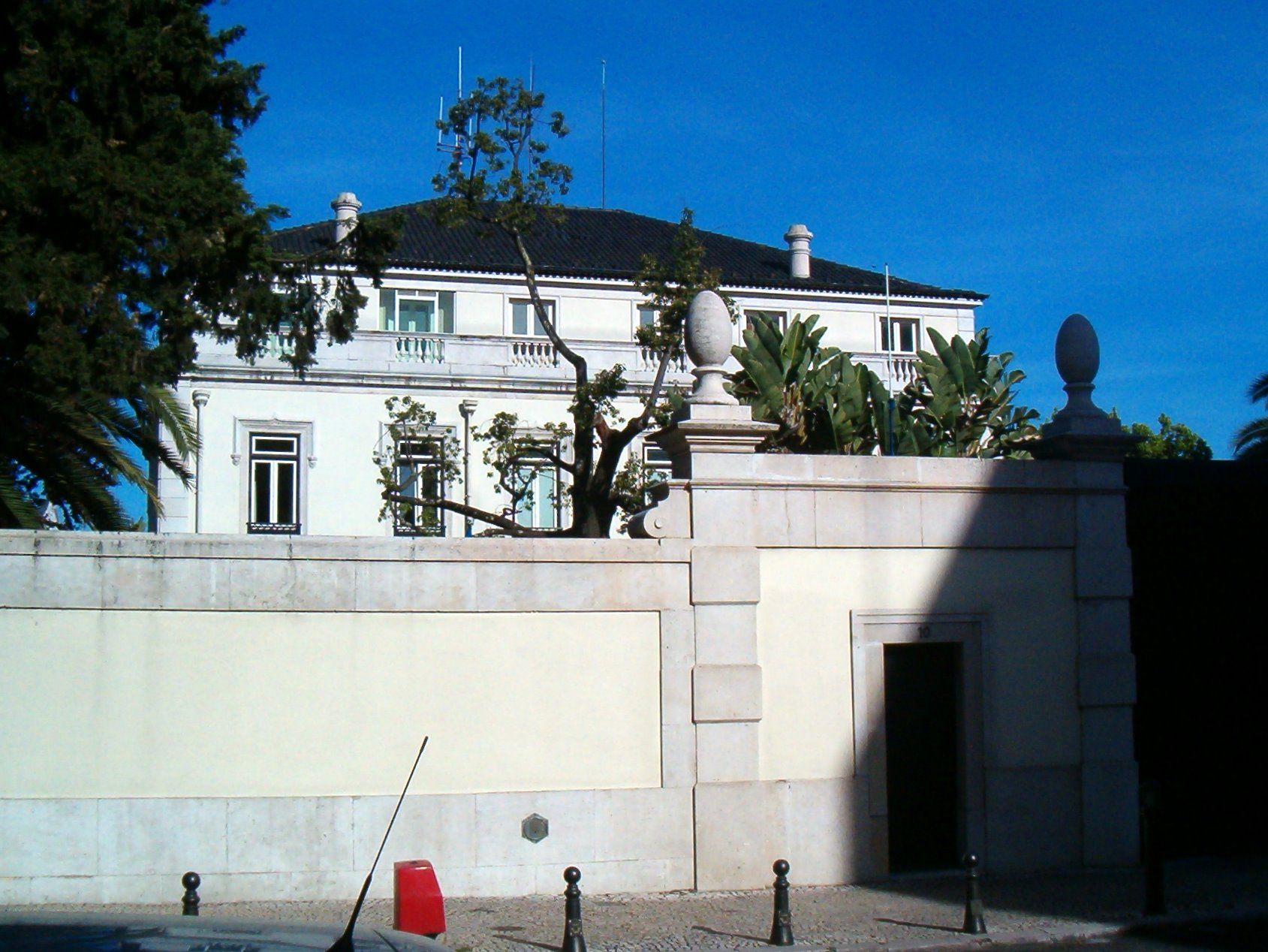
Palacete de São Bento

Der Palácio de São Bento (deutsch Palast von St. Benedikt) befindet sich in der Stadtgemeinde Estrela von Lissabon in Portugal.
Der Palácio de São Bento ist seit 1834 Sitz des portugiesischen Parlaments (Assembleia da República). Man gelangt über eine breite Außentreppe hinauf zum Palast. Die 1941 errichtete Treppe ist beidseitig flankiert von marmornen Löwen. Am Haupteingang unterhalb der neoklassizistischen Säulenfront befinden sich vier weibliche allegorische Statuen, welche die Tugenden Mäßigung, Gerechtigkeit, Stärke und Vernunft symbolisieren. Der sechs Meter hohe und 30 Meter lange Giebel über dem Vorbau wurde vom Bildhauer Simões de Almeida verziert.
Das Gebäude war ursprünglich ein Benediktinerkloster. Es wurde im Jahre 1598 errichtet. Während des großen Erdbebens im Jahre 1755 wurde das Gebäude beschädigt. Die Benediktiner lebten hier bis zum Jahre 1820. 1834 zog das Parlament in das Bauwerk ein. Der Palast, der offiziell auch Palácio das Cortes (1834–1911), Palácio do Congresso (1911–1933) und Palácio da Assembleia Nacional (1933–1974) genannt wurde, heißt heute offiziell Palácio de São Bento.
Hinter dem Parlament befindet sich in  einem circa zwei Hektar großen Park die Palacete de São Bento, der „Kleine Palast von St. Benedikt“, der als offizieller Sitz des Premierministers dient. Der öffentliche Zugang ist über die Rua da Imprensa à Estrela.